# Alvaro Mairani
Alvaro Mairani, noto anche con lo pseudonimo di Almay (Milano, 15 maggio 1913 – 1997), è stato un fumettista italiano.

## Biografia
Dopo aver frequentato l'Accademia di Bergamo e poi l'Accademia dell'Arte Applicata del Castello di Milano, inizia a lavorare come disegnatore presso le Officine Cromografiche e poco dopo al Touring Club Italiano dove gli venne affidato l'incarico di collaborare alla realizzazione della rivista dell'associazione oltre a quello di realizzare cartine topografiche e la progettazione di marchi aziendali. Dal 1939 al 1940 per Il Mattino illustrato disegna alcune copertine.
Nel secondo dopoguerra pubblica fotoromanzi dipinti per il settimanale femminile Luna Park edito dalla Rizzoli oltre a illustrare molti libri scolastici per una piccola casa editrice bergamasca. Come autore di fumetti esordì poco dopo la seconda guerra mondiale, collaborando con diversi periodici dell'editore Giovanni De Leo; nel 1947 illustra con tecnica pittorica alcune copertine della serie Il Super Albo per l'Editoriale Sportiva di Vincenzo Baggioli; dal 1949, per la Casa Editrice Universo realizza le serie "Il Principe Azzurro" e "Il cavaliere ideale" pubblicate su Intrepido e realizza quasi tutte le copertine della collana Albi dell'Intrepido dal n. 253 in poi mentre, per la rivista Salgari, realizza la serie "Red Bill contro l'Atomica". Per le collaborazioni fuori dalla casa editrice Universo, usava firmarsi con lo pseudonimo Almay.
L'amicizia con Gian Luigi Bonelli gli permette di conoscere Pierre Mouchot, editore e autore di fumetti francese, per il quale realizza alla fine degli anni quaranta le prime copertine delle serie a fumetti Fantax e Robin Hood che saranno poi pubblicate anche in Italia da Giovanni De Leo. Sempre per la Francia, dal 1952 al 1953 collabora al giornale "Radar" come disegnatore.
Negli anni sessanta continua a collaborare con editori francesi realizzando copertine della edizione francese di Blek Macigno. Ritorna poi a occuparsi principalmente di illustrazione realizzando copertine per La Domenica dei Ragazzi per le edizioni La Sorgente e, nel 1968, realizza le illustrazioni della collana Girotondo. L'anno stesso interrompe definitivamente l'attività di disegnatore per dedicarsi alla pittura realizzando quadri ad acquerelli e a olio.
Muore nel 1997.